# Plectiscidea arida
Plectiscidea arida är en stekelart som beskrevs av Dasch 1992. Plectiscidea arida ingår i släktet Plectiscidea och familjen brokparasitsteklar. Inga underarter finns listade i Catalogue of Life.